# McLaren MP4-24
Der McLaren MP4-24 war ein Formel-1-Rennwagen von McLaren. 

## Renngeschichte
Der von Neil Oatley konstruierte Wagen nahm an allen 17 Rennen der Formel-1-Saison 2009 teil, wurde vom Briten Lewis Hamilton sowie dem Finnen Heikki Kovalainen gesteuert und fuhr zwei Siege heraus (Hamilton beim Großen Preis von Ungarn (erste Sieg mit KERS) und beim Großen Preis von Singapur) – wodurch das Team die Konstrukteurswertung mit 71 Punkten auf dem dritten von zehn Rängen beendete. Der V8-Motor FO108W kam von Mercedes-Benz HPE und in 16 Rennen wurde das Kinetic Energy Recovery System – welches sonst nur noch im BMW Sauber F1.09, Ferrari F60 und dem Renault R29 angewandt wurde –, eingesetzt.

## Lackierung und Sponsoring
Der MP4-24 ist überwiegend in Silber lackiert. Zusätzlich gibt es durch den Vodafone rote Farbakzente. Es werben weiterhin Bridgestone, Hilton, Hugo Boss, Johnnie Walker, Mobil 1, Santander und SAP auf dem Fahrzeug.

## Ergebnisse
| Fahrer               | Nr.                  | 1   | 2   | 3 | 4  | 5   | 6   | 7  | 8   | 9  | 10 | 11 | 12  | 13  | 14 | 15 | 16 | 17  | Punkte | Rang |
| -------------------- | -------------------- | --- | --- | - | -- | --- | --- | -- | --- | -- | -- | -- | --- | --- | -- | -- | -- | --- | ------ | ---- |
| Formel-1-Saison 2009 | Formel-1-Saison 2009 |     |     |   |    |     |     |    |     |    |    |    |     |     |    |    |    |     | 71     | 3.   |
| L. Hamilton          | 01                   | DSQ | 7   | 6 | 4  | 9   | 12  | 13 | 16  | 18 | 1  | 2  | DNF | 12* | 1  | 3  | 3  | DNF | 71     | 3.   |
| H. Kovalainen        | 02                   | DNF | DNF | 5 | 12 | DNF | DNF | 14 | DNF | 8  | 5  | 4  | 6   | 6   | 7  | 11 | 12 | 11  | 71     | 3.   |

| Legende  | Legende            | Legende                                                          |
| Farbe    | Abkürzung          | Bedeutung                                                        |
| -------- | ------------------ | ---------------------------------------------------------------- |
| Gold     | –                  | Sieg                                                             |
| Silber   | –                  | 2. Platz                                                         |
| Bronze   | –                  | 3. Platz                                                         |
| Grün     | –                  | Platzierung in den Punkten                                       |
| Blau     | –                  | Klassifiziert außerhalb der Punkteränge                          |
| Violett  | DNF                | Rennen nicht beendet (did not finish)                            |
| Violett  | NC                 | nicht klassifiziert (not classified)                             |
| Rot      | DNQ                | nicht qualifiziert (did not qualify)                             |
| Rot      | DNPQ               | in Vorqualifikation gescheitert (did not pre-qualify)            |
| Schwarz  | DSQ                | disqualifiziert (disqualified)                                   |
| Weiß     | DNS                | nicht am Start (did not start)                                   |
| Weiß     | WD                 | zurückgezogen (withdrawn)                                        |
| Hellblau | PO                 | nur am Training teilgenommen (practiced only)                    |
| Hellblau | TD                 | Freitags-Testfahrer (test driver)                                |
| ohne     | DNP                | nicht am Training teilgenommen (did not practice)                |
| ohne     | INJ                | verletzt oder krank (injured)                                    |
| ohne     | EX                 | ausgeschlossen (excluded)                                        |
| ohne     | DNA                | nicht erschienen (did not arrive)                                |
| ohne     | C                  | Rennen abgesagt (cancelled)                                      |
| ohne     | keine WM-Teilnahme |                                                                  |
| sonstige | P/fett             | Pole-Position                                                    |
| sonstige | 1/2/3/4/5/6/7/8    | Punktplatzierung im Sprint-/Qualifikationsrennen                 |
| sonstige | SR/kursiv          | Schnellste Rennrunde                                             |
| sonstige | *                  | nicht im Ziel, aufgrund der zurückgelegten Distanz aber gewertet |
| sonstige | ()                 | Streichresultate                                                 |
| sonstige | unterstrichen      | Führender in der Gesamtwertung                                   |